# 가쓰라 히데키
가쓰라 히데키(일본어: 桂 秀樹, 1970년 3월 6일 ~ )는 일본의 전 축구 선수이다.

## 구단 경력
1992년 J1리그의 요코하마 플뤼겔스에 입단했다. 1993년에 천황배 우승을 차지했다. 1996년까지 59경기에 출전하여, 2득점을 넣었다. 1997년 재팬 풋볼 리그의 가와사키 프론탈레로 이적했다. 1999년 J2리그 우승으로 J1리그로 승격했다. 2000년후 J2리그에 강등했다. 2002년부터 2003년까지 일본 풋볼 리그의 사가와 급편 도쿄에서 뛰었다. 2003년후 현역 은퇴.